# Пролив Бейты
Пролив Бейты (лат. Bayta Fretum) — узкий участок жидкости в углеводородном море Кракена на Титане, спутнике Сатурна.

## География и геология
Центр имеет координаты 73°00′ с. ш. 311°12′ з. д. / 73° с. ш. 311,2° з. д.. Размер пролива составляет 165 км. Пролив находится внутри моря Кракена и протекает между сушей и островом Пэнлай. На юго-западе от него находится Арнарский залив, а к северо-востоку — остров Бимини. Обнаружен на снимках с космического аппарата «Кассини».

## Эпоним
Назван именем Бейты Дарелл — второстепенного персонажа романа Айзека Азимова «Основание и Империя», жены торговца Трана Дарелла и бабушки более важного персонажа — Аркадии Дарелл. Название было утверждено Международным астрономическим союзом в 2015 году.